# Božo Kovačević
Božo Kovačević (Pakrac, 11. siječnja 1955.) je hrvatski političar.

## Obrazovanje
Diplomirao je filozofiju i sociologiju na Filozofskom fakultetu, Sveučilište u Zagrebu.

## Politička karijera
Dugogodišnji član HSLS-a, pa LS-a. U koalicijskoj vladi premijera Ivice Račana, u sedmoj i osmoj vladi RH, bio je ministar zaštite okoliša i prostornog uređenja.